# Association pour le respect du site du mont Blanc

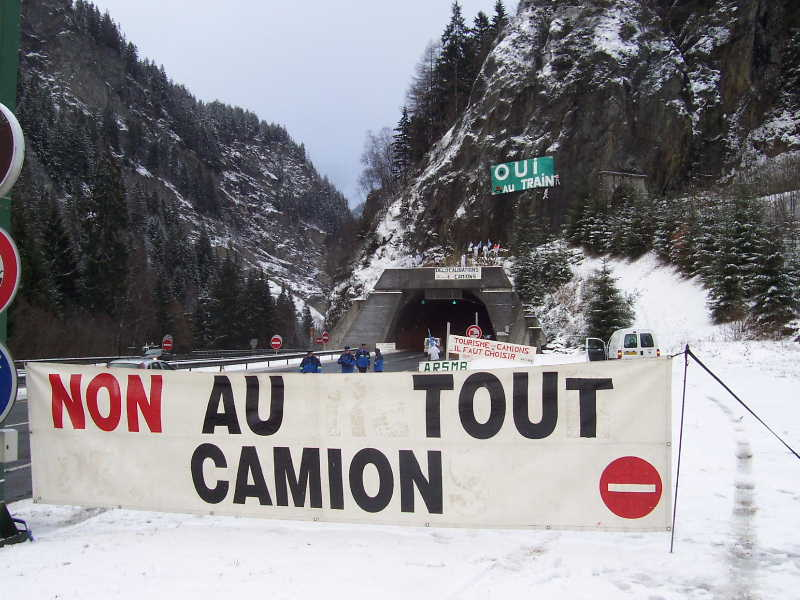
Une banderole, lors d'une action d'affichage de l'Arsmb.

L’Association pour le respect du site du mont Blanc a pour objectif depuis 1991 de lutter contre les nuisances générées par le trafic des poids lourds en transit dans la vallée de Chamonix.

## Présentation
Elle a, depuis sa création, reçu le soutien d’une majorité des habitants de la vallée, de nombreux élus et plus largement de citoyens français ou européens sensibles au crucial problème du transport des marchandises.
L’objectif de l’association est d’obtenir un changement radical de politique des transports, tant au niveau national qu’au niveau européen, avec le transfert des marchandises sur le rail et les voies d’eau. Ce transfert devra s’accompagner d’une réflexion globale sur l’utilité de certains transports et leurs conséquences sur l’économie, le budget de l’État, l’environnement et la santé.

## Objectifs de l'association

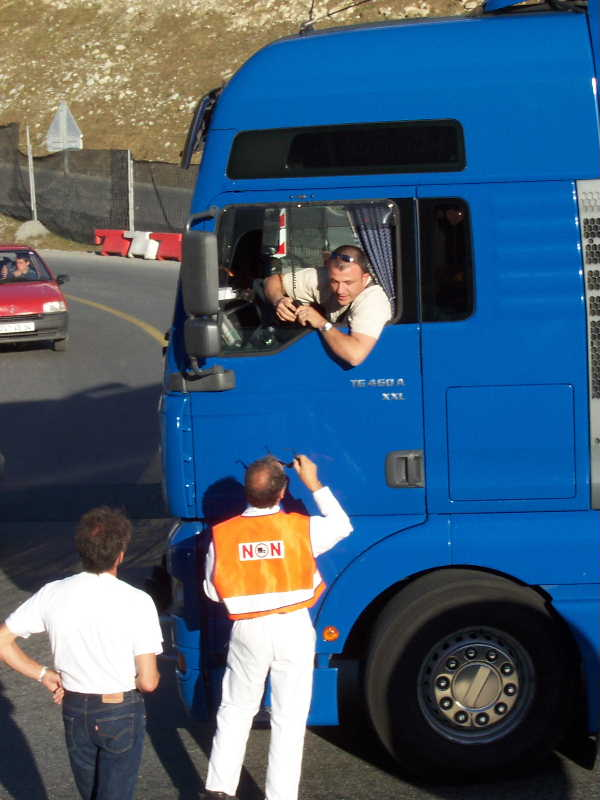
Distribution de tracts.

- Application stricte des réglementations existantes et généralisation des contrôles sur les poids lourds, non seulement au tunnel du mont Blanc, mais aussi sur l’ensemble des réseaux routiers.

- Inciter les transporteurs à utiliser les capacités ferroviaires existantes pour la traversée des Alpes.

- Développer le transport combiné sur les longues distances. On ne peut vouloir se contenter de franchir la barrière alpine par le rail tout en multipliant le nombre de camions sur toutes les autres routes.

- Interdiction aux poids lourds de circuler la nuit dans toutes les vallées de montagne. La pollution d'un camion est 6 fois plus importante la nuit, car les inversions de températures piègent les polluants en fond de vallées.

- Mise en place d’une redevance poids lourds applicable sur l’ensemble du réseau routier, afin de compenser les coûts engendrés par le transport routier (dommages environnementaux, dépenses de santé, usure des routes, coût des accidents…).

## Actions de l'association

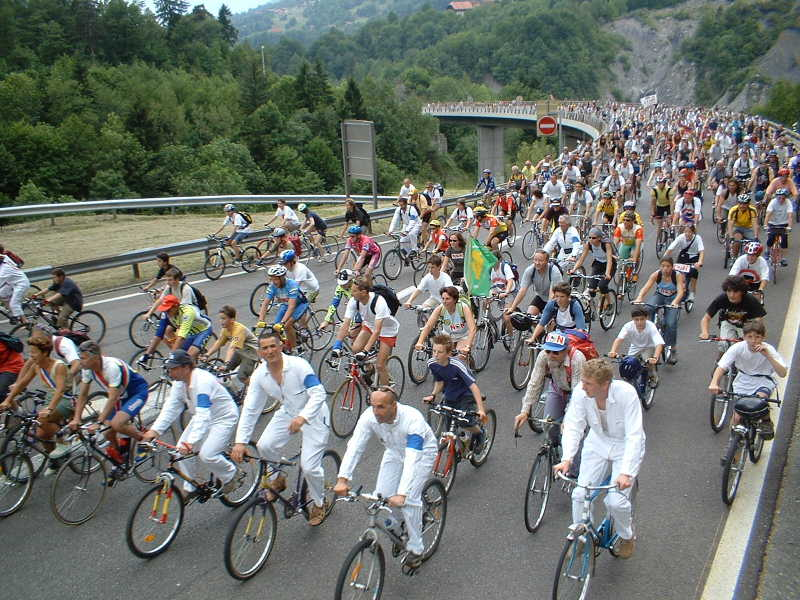
Manifestation à vélo, mai 2003.

- Interpellation et dialogue avec les élus, locaux, régionaux, nationaux, européens.

- Protestations auprès des « décideurs », y compris sur le terrain, manifestations et blocage de camions sur les routes.

- Information des riverains, usagers de la route et des consommateurs sur les méfaits du transport routier.

- Participation à l'élaboration de solutions alternatives, telles que la mise en place d’une redevance poids lourds sur le modèle suisse.